# 參領
參領，或稱甲喇，爲清代八旗組織名，京旗每旗下分五參領，每參領下轄佐領若干。參領上有副都統（梅勒額真）、都統（固山額真）。一般情況下，一個參領統轄五個佐領（牛錄章京）。
參領之長官，最初稱為“甲喇額真”，後改稱甲喇章京（穆麟德轉寫：jalan i janggin），正三品，掌管所属的戰備、兵籍、爭訟、户口、田宅等。 
清代蒙古旗下也有该职务，称“扎兰”（转写：ǰalan，全称为「扎兰章京」）。